# Малая Березанка

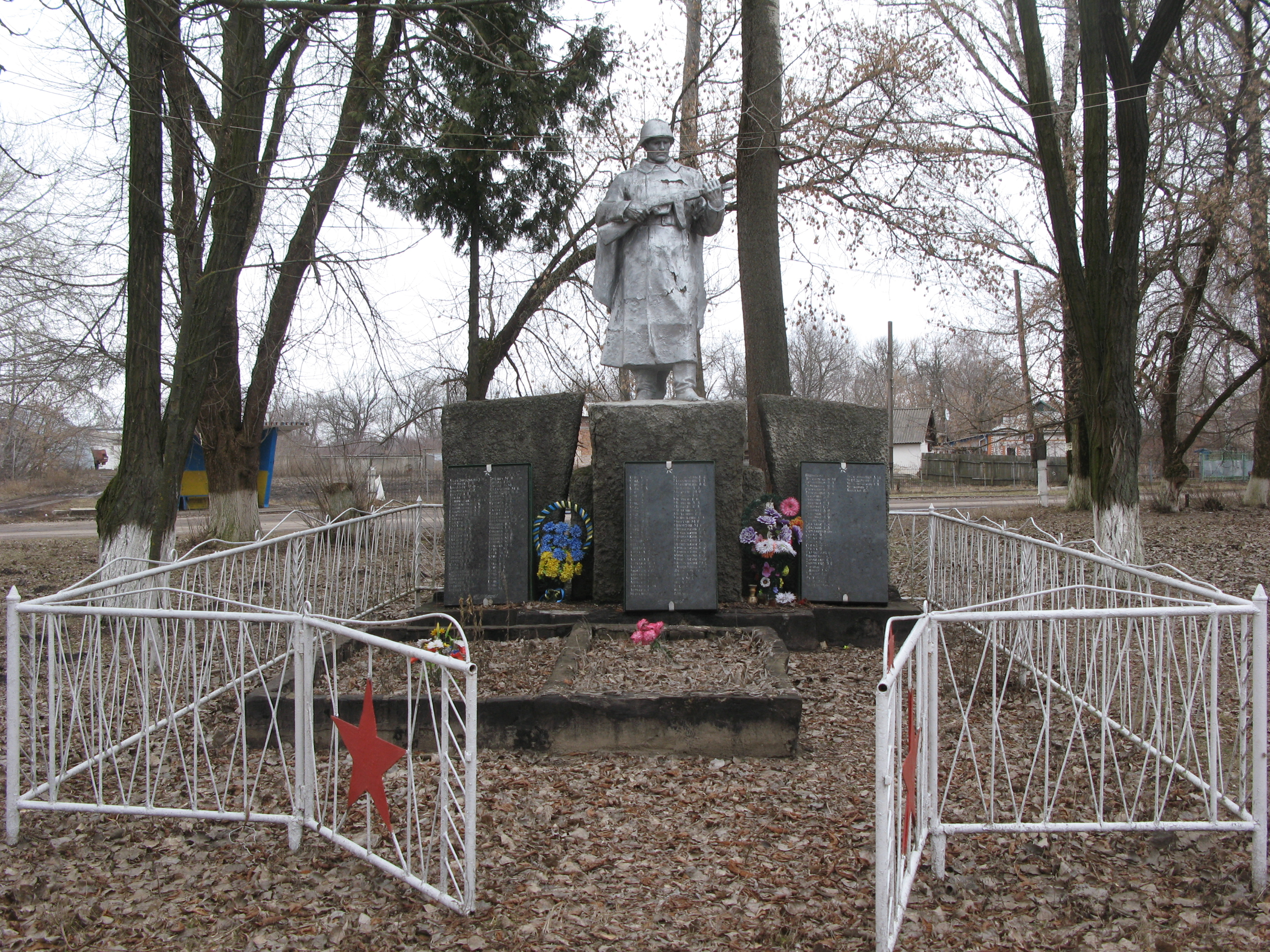
Памятник воинам-односельчанам, погибшим в Великой Отечественной войне

Ма́лая Береза́нка (укр. Мала Березанка) — село, входит в Згуровскую поселковую общину Броварского района Киевской области Украины. До 2020 года входило в состав Згуровского района.
Население по переписи 2001 года составляло 592 человека. Почтовый индекс — 07642. Телефонный код — 4570. Занимает площадь 2,263 км². Код КОАТУУ — 3221983901.

## Местный совет
07642, Київська обл., Згурівський р-н, с. Мала Березанка, вул. Щорса, 24